# Christopher McCandless
Christopher Johnson McCandless (IPA: [ˈkrɪstəfər ˈdʒɒnsən məˈkændlɨs]), também conhecido como Alexander Supertramp ou Alex Supertramp (El Segundo, 12 de fevereiro de 1968 — Stampede Trail, 18 de agosto de 1992), foi um viajante norte-americano que morreu dentro de um ônibus abandonado no Parque Nacional Denali no Alasca, depois de caminhar por dois anos sozinho na selva da região com pouca comida e quase nenhum equipamento. O jornalista Jon Krakauer escreveu um livro sobre a sua vida, Into the Wild, publicado em 1996. Em 2007, foi adaptado para o cinema, com roteiro, produção e direção de Sean Penn; Into the Wild conta no elenco com Emile Hirsch como Christopher McCandless.
Um artigo completo sobre McCandless também apareceu na edição de 8 de fevereiro de 1993 da revista The New Yorker.

## Biografia
Christopher McCandless nasceu em 12 de fevereiro de 1968 na cidade de El Segundo,  Condado de Los Angeles, Califórnia. Em 1976 mudou-se com a família para Annandale, Virgínia, onde cresceu. Seu pai, Walt McCandless, trabalhou para a NASA como um especialista em antenas; sua mãe, Wilhelmina "Billie" Johnson, foi secretária do pai de Chris. O casal, posteriormente, fundaria uma bem-sucedida empresa de consultoria.
Desde a infância seus professores notaram que Chris era extraordinariamente enérgico e um amante das atividades físicas, especialmente esportes. Conforme crescia, uniu isso a um intenso idealismo e resistência física. Na escola, foi o capitão da equipe de cross-country e, como tal, estimulava seus companheiros a considerarem a corrida como um exercício espiritual, "correndo contra as forças da escuridão... Contra todo o mal do mundo, todo o ódio."
Formou-se no W.T Woodson High School em 1986, conseguindo seu diploma na Emory University em 1990, especializando-se em história e antropologia. O fato de vir da classe média alta e ter formação universitária escondeu um crescente desprezo interior para o que ele via como o materialismo vazio da sociedade americana. Os trabalhos de Jack London, Leo Tolstoy, Nikolai Gogol e Henry David Thoreau tiveram uma grande influência sobre McCandless, e ele sonhava em deixar a sociedade para um período thoreauniano de contemplação solitária.
Logo após acabar o curso na Universidade de Atlanta, em 1990, Christopher McCandless doou os 24 mil dólares que tinha em sua conta bancária a instituições de caridade e desapareceu sem avisar a família. Já não era a primeira vez que Chris decidia fazer uma viagem cruzando vários estados americanos sozinho, dependendo da natureza e do que encontrava no caminho. Mas daquela vez foi diferente. A sua raiva quanto à civilização em que vivia, quanto às mentalidades e materialismos da época, foi fundamental para que se decidisse pela viagem. Nunca mais voltou para casa.
Devido a um problema com o seu velho Datsun amarelo, Chris foi impelido a abandoná-lo junto ao lago Meade, no Vale Detrital, mas isso não o impediu de continuar. Encarou a situação como um sinal do destino e, abandonando junto ao carro grande parte dos seus pertences e queimando todo o dinheiro que trazia consigo – cerca de cento e vinte e três dólares –, Chris McCandless partiu a pé em direção ao Oeste, adotando um novo estilo de vida, no qual era livre e assumia o nome de Alexander Supertramp, seguindo os ideais de Henry David Thoreau, Leon Tolstói, Nikolai Gogol e Jack London, em busca de experiências novas e enriquecedoras.
Foi à boleia que chegou a Fairbanks, no Alasca, fazendo amigos e conhecendo lugares magníficos pelo caminho. Entre as suas aventuras destacam-se uma descida do rio Colorado em canoa. Walt e Billie McCandless, pais de Chris, ainda tentaram encontrá-lo, mas em vão. Apenas a sua irmã Carine recebia uma carta de vez em quando, e mesmo ela não sabia a sua localização. Os anos foram passando, e Chris continuava sozinho, algures na América, passando por Carthage, Bullhead City, Las Vegas, Orick, Salton City, entre outros, até chegar finalmente ao destino pretendido: o Stampede Trail. Conheceu Jan e Bob Burres, Wayne Westerberg, Ronald Franz (nome fictício), que se tornaram seus amigos inseparáveis a quem se ia correspondendo por cartas; permaneceu em alguns sítios durante meses, mas partia de seguida para outras aventuras.
Por onde passou, Chris alterou as vidas das pessoas que o conheceram. A sua personalidade forte, muito inteligente e simpática deu uma nova vitalidade a Jan, Franz e Westerberg. Raramente falava de Annandale e de casa, e eram muitas as vezes em que era reservado e ponderado. Mas o rapaz de vinte e quatro anos, que todos conheceram como Alex, cumpriu o seu destino e partiu de Fairbanks em direção ao Monte McKinley, dois anos depois de ter iniciado a sua viagem.
Gallien deu carona a Chris até o Parque Nacional Denali, através do Stampede Trail, um caminho que levava ao interior do Alasca. Também ele simpatizou com o rapaz, que gentilmente lhe contou os planos de permanecer alguns meses na floresta. A única comida que levava era um saco com cinco quilos de arroz, e o seu equipamento era inadequado para quem planejava fazer o que ele se propunha. Ainda assim, o rapaz parecia determinado, e nada o podia dissuadir. Partiu assim para o desconhecido, ignorando a hora e o dia, numa quinta-feira de abril, sem deixar rastro.
Através de um diário que manteve na contracapa de vários livros, com cento e treze entradas, podemos compreender o que realmente aconteceu a Chris McCandless na sua viagem ao interior do Alasca. O seu diário contém registos cobrindo um total de 113 dias diferentes. Esses registos cobrem do eufórico até ao horrível, de acordo com a mudança de sorte de McCandless. 
Alimentou-se do que trazia e de algumas bagas que colheu na natureza, tal como de alguns animais que caçou, com sucesso; leu vários livros, rabiscando-os com pensamentos próprios sobre a vida; passeou por diversos bosques, mas o local onde permaneceu mais tempo foi logo abaixo da Cordilheira do Alasca, onde até o dia 19 de Junho de 2020 se encontrava um ônibus abandonado. O veículo, de número 142 do sistema municipal de trânsito de Fairbanks, foi a residência do Chris nos meses em que se encontrou na floresta. Em seu interior ele escreveu algumas frases, como:
| “ | Sem jamais ter de voltar a ser envenenado pela civilização, foge e caminha sozinho pela terra para se perder na floresta. | ” |

Permaneceu cerca de quatro meses nas montanhas, sobrevivendo à custa do que encontrava, totalmente sozinho, livre. Em 6 de setembro de 1992, dois trilheiros e um grupo de caçadores de alce acharam esta mensagem na porta do ônibus: 
"S.O.S. Preciso de ajuda. Estou aleijado, quase morto e fraco demais para sair daqui. Estou totalmente só, não estou brincando. Pelo amor de Deus, por favor, tentem me salvar. Estou lá fora apanhando frutas nas proximidades e devo voltar esta noite. Obrigado, Chris McCandless." 
O seu corpo foi encontrado em decomposição, embrulhado num saco-cama no interior do ônibus, já morto há cerca de duas semanas (Agosto de 1992). A causa oficial da morte foi inanição. Porém, alguns pensam que foi envenenado acidentalmente por algumas sementes que ingeriu. Nunca se saberá bem a verdade. 
Jon Krakauer acredita que McCandless morreu por ingerir sementes de batata selvagem (Hedysarum alpinum), que McCandless mencionou nos seus registros, sendo os efeitos desta devastos para o organismo humano. Essa espécie de batata não é considerada venenosa — a sua raiz é comestível, mas há evidência de que as suas sementes contêm um alcalóide que interfere no metabolismo da glicose pelo organismo. Entretanto, Dr. Thomas Clausen, da Universidade de Fairbanks, no Alasca, conduziu testes extensivos nas sementes encontradas no acampamento de McCandless e constatou que não continham toxinas ou alcaloides. (Note que esta é a teoria que Krakauer apresenta no seu livro sobre McCandless, e difere da teoria anterior que ele relatou no seu artigo da revista Outside, envolvendo outra planta, Hedysarum boreale mackenzii, uma ervilha de cheiro semelhate à batata selvagem e conhecida por ser venenosa.)Na edição mais recente do seu livro, Krakauer modificou subtilmente a sua teoria com respeito à causa de morte de McCandless. Ele acredita que as sementes da batata selvagem encontravam-se com mofo e foi este o agente que contribuiu para sua toxicidade. Mas Chris McCandless morreu feliz; ele próprio o disse numa entrada no diário, percebendo o seu fraco estado de saúde: 
| “ | Tive uma vida feliz, e agradeço ao Senhor. Adeus e que Deus vos abençoe a todos. | ” |

Quando foi descoberto no Alasca, sem vida, a tarefa de escrever um artigo sobre o viajante, na altura desconhecido, foi incumbida a Jon Krakauer, jornalista da revista Outside. A história de McCandless tocou-o profundamente, e o fato de a sua própria vida se assemelhar à do rapaz, levou-o a investigar a fundo, obsessivamente, toda a sua jornada desde Annandale, na Virgínia, até o Alasca: "Quando adolescente eu era teimoso, introvertido, sempre imprudente, de humor variável. Desapontei meu pai das formas que são habituais. Tal como McCandless, autoridade provocava em mim uma combinação confusa de fúria contida e ânsia de agradar. Se qualquer coisa despertava a minha imaginação indisciplinada, perseguia-a com um zelo que atingia a obsessão e, desde os dezessete anos até quase os trinta, essa coisa era a escalada." Tudo o que descobriu, depois de falar com diversas pessoas e visitar vários locais por onde o viajante Alex passou, foi agrupado num livro ao qual deu o nome de “Into The Wild”. O livro, sucesso editorial desde que foi lançado, em 1996, deu origem a um filme de mesmo nome roteirizado, dirigido e produzido por Sean Penn.

## Legado
O livro de Krakauer fez de McCandless uma figura heróica para muitos. Em 2002, o autocarro (ônibus) abandonado em Stampede Trail, onde McCandless acampou, tornou-se um atrativo turístico de aventura. O filme de Sean Penn Into the Wild, baseado no livro de Jon Krakauer, lançado em setembro de 2007, foi bem recebido pela crítica, incluindo quatro estrelas de diversos grandes críticos como Roger Ebert. Um filme documentário sobre a viagem de McCandless feito pelo produtor de filmes independente Ron Lamothe, The Call of the Wild, também foi lançado em 2007. A história de McCandless ainda inspirou um episódio da série de TV Millenium e canções populares do cantor Ellis Paul, Eddie from Ohio,Harrod e Funck, assim como Eddie Vedder, da banda Pearl Jam, que se disponibilizou para fazer toda a trilha sonora do filme de Sean Penn.
Diferente de Krakauer, assim como Sean Penn, e muitos leitores de seu livro, que possuem uma visão simpática de McCandless, alguns alasquianos possuem uma opinão negativa tanto de McCandless como daqueles que romantizam a sua morte. McCandless estava inconsciente de que vagões operados manualmente cruzavam o rio a 400 metros do Stampede Trail, enquanto um abrigo nas redondezas estava abastecido com alimentos de emergência, como descrito no livro de Krakauer. O guarda-florestal do Parque Alasquiano Peter Christian escreveu: "Eu estou exposto continuamente ao que chamo de 'fenômeno McCandless'. Pessoas, quase sempre homens jovens, vêm ao Alasca para se desafiarem contra um implacável cenário selvagem onde oportunidade de acesso e possibilidade de resgate são praticamente inexistentes... quando você considera McCandless da minha perspectiva, você apercebe-se que o que ele fez não foi particularmente corajoso, apenas estúpido, trágico e inconsciente. Primeiro de tudo, ele gastou muito pouco tempo a aprender como realmente se vive na selva. Ele chegou em Stampede Trail sem um mapa da região. Se ele tivesse um bom mapa ele poderia ter saído daquela situação difícil... Basicamente, Chris McCandless cometeu suicídio."
Muitos o acusam de egoísmo e superficialidade, considerando a sua atitude de abandonar tudo, sem falar com a família, e partir para o desconhecido, como uma forma de satisfação pessoal e ostentação, e até mesmo de suicídio. - Suicídio este, que segundo muito dos simpatizantes de MacCandless, como Krakauer e Sean Penn, e os seus próprios pais rejeitam, pois McCandless ao deixar a mensagem no ónibus a pedir que o resgatassem claramente não era um suicida, e sim um jovem em busca de uma aventura para mais tarde recordar. - Judith Kleinfeld escreveu no Notícias Diárias do Ancoradouro que "muitos alasquenses reagiram com raiva a essa estupidez apelidada por muitos de "aventura". Tem-se que ser um completo idiota, para morrer de fome no verão a 30 km de distância da estrada do parque, disseram eles." 
No entanto, Roman destaca o quão é difícil para qualquer pessoa aventurar-se e fazer o que McCandless fez: "Claro, ele fez porcaria. Mas admiro o que estava tentando fazer. Depender completamente da terra como ele fez, mês após mês, é extremamente difícil. Nunca o fiz. E aposto com vocês que muitas poucas, ou mesmo nenhumas das pessoas que chamaram incompetente a McCandless, também não o fizeram, pelo menos não por mais de uma semana ou duas. Viver no interior da floresta por um longo período, subsistindo apenas do que se consegue caçar e apanhar - a maioria das pessoas não sabe o quanto isso é difícil. E McCandless quase o conseguiu. - Acho que não consigo deixar de me identificar com o tipo - confessa Roman - Detesto admiti-lo, mas ainda não há muitos anos seria fácil ter sido eu a estar metido neste tipo de dificuldades. Quando comecei a vir para o Alasca, provavelmente era muito parecido com McCandless: inexperiente como ele, orgulhoso como ele. E tenho a certeza de que há muitos outros habitantes do Alasca que tinham muito em comum com McCandless quando chegaram cá, incluindo muitos dos seus críticos. E talvez seja por isso que são tão severos com ele. Talvez McCandless lhes recorde demasiado como eram."
Outros, como Krakauer, admiram a sua coragem inabalável de viver melhor, com simplicidade, tirando partido das pequenas coisas da vida, vivendo aventuras e experiências que mais tarde poderia contar aos seus netos; sendo livre e feliz. Os dois anos que viveu servem ainda hoje de exemplo para milhares de jovens que decidem mudar não só o seu futuro, mas o seu presente, tal como outros serviram de inspiração à viagem do próprio Chris McCandless.
A acrescentar ao fascínio irrealista pelo lado selvagem da América Chris McCandless idolatrava o eremitismo de Thoreau e mimetizou as paisagens ficcionadas de Jack London. Todavia, foi já tarde quando percebeu que entre a ficção e a realidade por vezes o fosso é abissal. Essa foi a dolorosa experiência de Chris McCandless que muitos perspectivam como própria de um maníaco misantropo desprovido de qualquer responsabilidade. Mas, por outro lado, o radicalismo de Chris McCandless é um acto de liberdade numa sociedade que diluiu o indivíduo à escala de um mero contribuinte ou de um número de segurança social de massas.
O livro de Krakauer pode, pois, repousar na estante ao lado da “Geração X - Contos de uma Geração Acelerada”, de Douglas Coupland, que, seguramente, compreendeu o êxodo de Chris McCandless em busca da última fronteira americana. Para lá dessa fronteira fica-nos o livro como alegoria contra o conformismo que consome a nossa própria natureza.